# Janirella rotundifrons
Janirella rotundifrons là một loài chân đều trong họ Janirellidae. Loài này được Gamo miêu tả khoa học năm 1982.